# Канай (Бурлінський район)
Кана́й (каз. Қанай) — село у складі Бурлінського району Західноказахстанської області Казахстану. Адміністративний центр Канайського сільського округу.
Населення — 559 осіб (2021; 594 у 2009, 646 у 1999, 812 у 1989).